# Vườn quốc gia Núi Aspiring
Vườn quốc gia Núi Aspiring nằm ở dãy Alps phía Nam của đảo Nam, New Zealand. Phía bắc là vườn quốc gia Fiordland và nằm ở giữa Otago và phía nam Westland. Vườn quốc gia này cũng là một phần của Te Wahipounamu, một địa danh bao gồm 4 vườn quốc gia đã được UNESCO công nhận là di sản thế giới vào năm 1990.

## Lịch sử
Vào tháng 4 năm 2005, Quỹ Di sản Thiên nhiên mua lại đất của tư nhân ở các thung lũng sông Landsborough để bổ sung vào diện tích đất của vườn quốc gia. Năm 2006, Công ty Milford Dart đã trình Cục Bảo tồn, đơn vị quản lý trực tiếp vườn quốc gia Núi Aspiring để xin phép về kế hoạch xây dựng con đường khác trong vườn quốc gia, đó là một đường hầm xe buýt, được gọi là hầm Milford, đi từ đường chính đến thung lũng để Hollyford, đưa du khách đến Milford Sound. Đường hầm sẽ được thiết lập như là cầu nối tới Glenorchy và sẽ giúp giảm đáng kể thời gian đi lại từ Queenstown đến Milford Sound xuống còn 9 giờ.
Trong năm 2007, cơ quan Bảo tồn New Zealand đã từ chối thông qua việc sửa đổi kế hoạch quản lý đó. Đơn vị này cho rằng, con đường được đề xuất sẽ không giúp nhiều vào việc sử dụng và lợi ích cho vườn quốc gia Núi Aspiring, nơi mà con đường đó đi qua và tác dụng phụ của việc xây dựng và sử dụng nó đi qua vườn quốc gia sẽ lớn hơn bất kỳ lợi ích.
Đề xuất này sau đó đã được chấp thuận theo nguyên tắc của Cục Bảo tồn trong năm 2011, nhưng đã bị từ chối bởi Bộ trưởng Bộ Bảo tồn Nick Smith. Và vào tháng 7 năm 2013, Smith đã nói rằng "đề xuất này đã vượt quá những gì thích hợp cho một khu vực di sản thế giới".

## Địa lý
Được thành lập vào năm 1964, là một trong 10 vườn quốc gia của New Zealand lúc đó, vườn quốc gia có diện tích 3.555 km ², nằm ở cuối phía nam của dãy Alps phía Nam. Vườn quốc gia này nằm tiếp giáp trực tiếp phía tây của Hồ Wanaka, và là khu vực phổ biến cho các hoạt động đi bộ đường dài và leo núi. Núi Aspiring / Tititea (3.033 m) là ngọn núi được lấy để đặt tên cho vườn quốc gia này. Các đỉnh núi nổi tiếng khác tại đây còn có Núi Pollux (2.542 m) và núi Brewster (2.519 m). Góc phía đông bắc của vườn quốc gia là đèo Haast, một trong ba tuyến đường chính vượt qua dãy Alps phía Nam.

## Khai khoáng
Trong năm 2009, Đảng Quốc gia New Zealand đã chỉ ra rằng, Vườn quốc gia Núi Aspiring có thể được mở ra để khai thác mỏ. Khoảng 20% tổng diện tích của vườn quốc gia, chủ yếu ở vùng phía tây xung quanh dãy Red Hill, và các bộ phận phía đông bắc có thể đưa ra khỏi vườn quốc gia để khai thác. Một cuộc thăm dò đặc biệt ở đây cho thấy có khoáng chất đất hiếm, wolfram và các khoáng vật Carbonatite. Tuy nhiên, Đảng Xanh đã cảnh báo rằng, vườn quốc gia là một trong những địa điểm du lịch chính của New Zealand, và khai thác khoáng sản ở đây có thể làm thiệt hại đáng kể cho hình ảnh của đất nước.